# Río Tutanagosa
Río Tutanagosa är ett vattendrag i Ecuador.   Det ligger i provinsen Morona Santiago, i den centrala delen av landet, 270 km söder om huvudstaden Quito.